# 詹姆斯·威德尔
詹姆斯·威德爾（英語：James Weddell，1787年8月24日—1834年9月9日），出生於荷蘭奧斯滕德，為英國航海探險家暨捕海豹人。於1823年早春，成為首位航行在南緯74°15'（約在南極圈南方532英里處）南冰洋海域的探險家，後來此部分海域被稱為威德爾海。

## 早期
威德爾早年在一艘泰恩河畔新堡運煤船上工作。1805年，他多次參與前往西印度群島的商船貿易活動。
1813年，他搭乘「希望」號並於英吉利海峽上截獲一艘美國私掠船。1816年2月，拿破崙戰爭後期，被以半薪解雇，使之從操舊業前往西印度群島進行商船貿易。1820年，威德爾自願為英國皇家海軍服務，並在許多船上擔任過職務。

## 航向南極

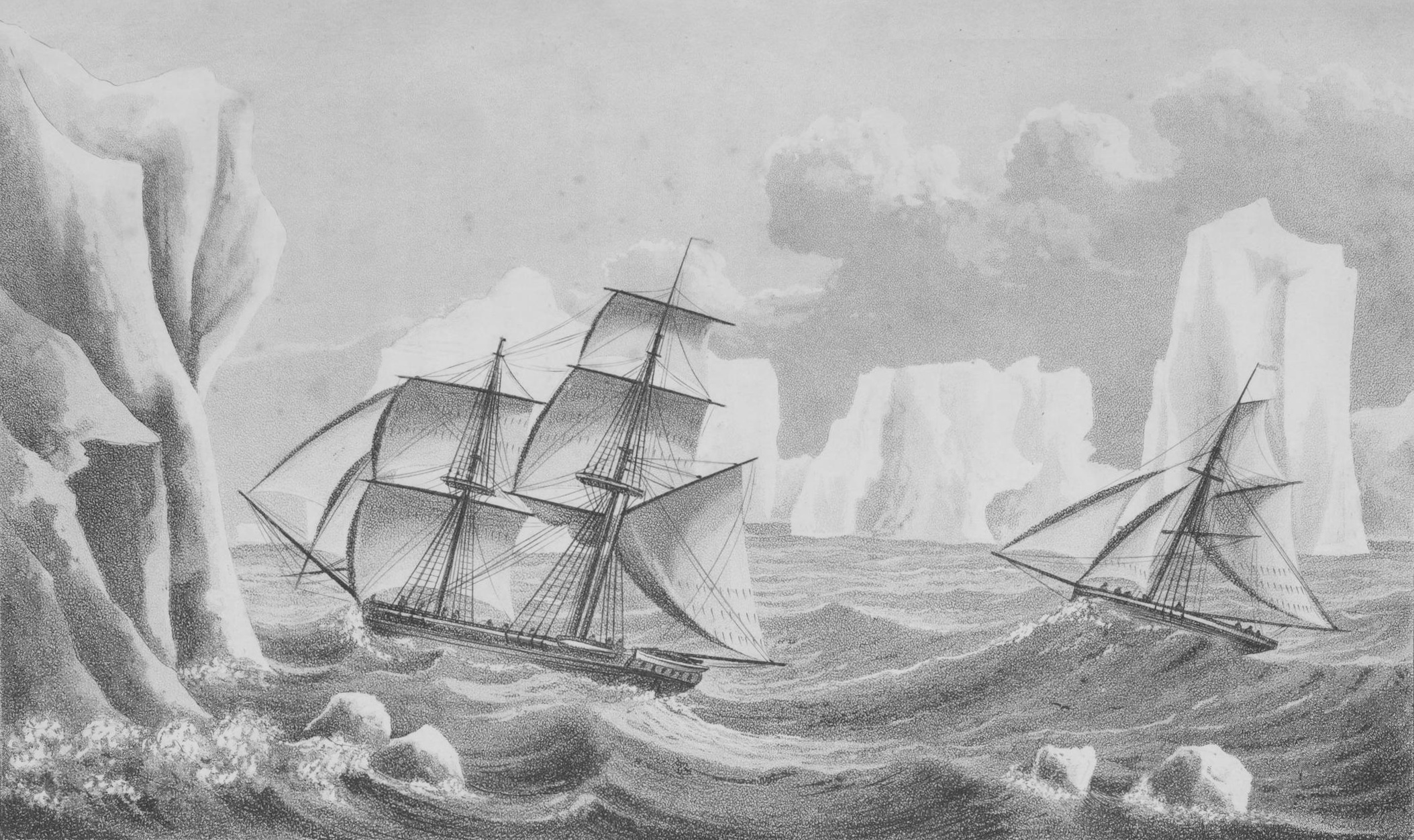
詹姆斯·威德爾的第二次探險：雙桅橫帆船「簡」號與獨桅縱帆船「比佛利」號。

1819年，威德爾被介紹給利斯造船廠的詹姆斯·斯特拉坎與保險經理人詹姆斯·米歇爾，後者擁有美造160噸級雙桅橫帆船「簡」號。當時發現南設得蘭群島的消息才剛被傳播開來，威德爾建議前往找尋發財機會。他被任命為「簡」號的船長，前往福克蘭群島與更南方的海域探險。探險十分成功，船隻滿載而歸，斯特拉坎與米歇爾認為有利可圖，因而增加另一艘船「比佛利」號至隊伍中。
下一次航海在1821年至1822年間成行，威德爾率領兩船前往南設得蘭群島。然而，在這個僅被發現兩年的島嶼上，已建有45處捕海豹設施，讓海豹數量劇減，促使他們只能另尋獵捕地點。1821年11月22日，「比佛利」號船長米歇爾·麥高樂發現南奧克尼群島，比正式發現者喬治·包威爾還早了幾天。他們在島上獵捕海豹，於同年7月返回英格蘭。
1822年至1824年，第三次航海期間，威德爾仍被任命為「簡」號的船長，「比佛利」號船長則由馬修·布里斯班擔任。他們再一次一同航行至南奧克尼群島，獵捕海豹的過程中並不順利。船隊在南設得蘭與南奧克尼之間找尋未發現的島嶼，但一無所獲。隨後，他們向南航行找尋陸地以獵捕海豹。此時氣候與海面皆平靜異常，1823年2月20日，船隊抵達西經34°16'45"、南緯74°15'，一個從未有人抵達的極南端位置，此記錄一直持續到1842年，詹姆斯·克拉克·羅斯的航行（南緯78°15′）才被打破。他們發現一些冰山，但沒有陸地的蹤跡，使威德爾認為這片海洋應該是持續延伸至南極點的。若他繼續航行兩天，威德爾可能會成為第一個發現科茨地的人，但他決定返回。
決定返回後，威德爾舉辦了一場小型宴會，慶祝他們抵達從未有人來過的極南端位置。他命名這片海域為「喬治四世海」，但沒有成為一個永久性的名稱。這片海域將不會有人再度拜訪，直到1911年威廉·菲爾希納發現龍尼-菲爾希納冰架為止。
威德爾返回南喬治亞島作修整，他與船員們試著找尋在當地的其他海豹。修整結束後，船隊前往福克蘭群島過冬，並再度於1823年11月向南航行前往南設得蘭群島。1824年上半年，兩船分別朝向不同方向展開旅途。1824年3月，威德爾率船返回福克蘭群島。7月，抵達英格蘭。
他的航海紀錄比詹姆斯·庫克還要往南3°，這使他變得小有名氣。威德爾被斯特拉坎與米歇爾說服，將他的經歷寫成一本書。1825年初版發行，1827年擴增內容，加入1826年返回英格蘭「比佛利」號的紀錄。
威德爾後來定居於蘇格蘭愛丁堡。1826年夏，他被指控積欠銀行245英鎊。巧合的是，船隊探險、出航花費與利息正好也是240英鎊。

## 晚年
威德爾希望提供英國海軍本部高緯度的南緯地區探險服務，但被拒絕，所以他回到溫暖的大西洋上經營商業海運事業。1829年，威德爾仍是「簡」號的船長，但從布宜諾斯艾利斯至直布羅陀的航程中，「簡」號嚴重漏水，使得他不得不在亞速群島放棄船隻，將貨物移到另一艘船上。之後這艘新船在福戈島擱淺，造成威德爾差點喪命。「簡」號的損失意味著威德爾必須負起船長的賠償責任，造成他嚴重的財務負擔。
1830年9月，他以「伊麗薩」號船長的身分前往位於澳洲西部的天鵝河殖民地。1832年，返回英國。
1834年，威德爾於倫敦過世，死前生活十分貧困。

## 紀念
世界上有兩個地方以威德爾命名，南極威德爾海與福克蘭群島中的威德爾島。